# Вулиця Зіндельса (Мелітополь)
Вулиця Зіндельса — вулиця в Мелітополі в історичному районі Новий Мелітополь. Йде від Індустріальної вулиці до Інтеркультурної вулиці.

## Назва
Вулиця названа на честь Героя Радянського Союзу Абрама Мойсейовича Зіндельса, який загинув у Німецько-Радянській війні, звільняючи Мелітополь від німецької окупації.

## Історія
Вулиця згадується 20 листопада 1954 року як вулиця Індустріальна 2-га.
15 квітня 1965 року перейменована на вулицю Зіндельса.